# Berliște, Caraș-Severin
Berliște este satul de reședință al comunei cu același nume din județul Caraș-Severin, Banat, România.
Cel mai apropiat oraș este Oravița, la 25 km distanță, iar Reșița, centru administrativ și politic al județului Caraș-Severin se află la 77 km.

## Vecini
Localitatea se învecinează:
- la nord: cu satele Iertof, Ciortea și Iam
- la est: cu teritoriul satului Rusova Nouă
- spre sud și sud-vest: limita de frontieră de stat cu Serbia.

## Hidrografia
Teritoriul localității Berliște se situează în bazinul hidrografic al râului Caraș. Acesta mărginește pe o lungime de circa 4,5 km limita comunei, alcătuind și frontiera de stat. 
Afluenții Carașului sunt râul Vicinic, al cărui curs este regularizat între Berliște și vărsare, Valea Crivaia, cu vărsare în Vicinic și Valea Vanei.

## Relief
Relieful este predominant de câmpie și de dealuri joase și se încadrează în extremitatea sudică a Câmpiei Banatului de Vest, din Lunca Carașului. Dealurile cele mai înalte sunt cu altitudini de 129 m.  

## Clima
Teritoriul așezării se încadrează în aria climei temperat continentală, cu variații de temperatură și umiditate specifice acestei clime. Influențele mediteraniene sunt slabe. Temperatura medie anuală este de 10-11 °C.
Domină vânturile cu circulație din vest și nord-vest, mai intensificate în lunile martie, aprilie și decembrie.

## Flora și fauna
Sunt diversificate, specifice altitudinilor de 200 m.

## Solurile
Alcătuirea terenurilor din Berliște constă în soluri aluvionare, cu depuneri din fosta zonă mlăștinoasă loess.